# Quilate Nuevo
Quilate Nuevo är en ort i Mexiko.   Den ligger i kommunen Altotonga och delstaten Veracruz, i den sydöstra delen av landet, 230 km öster om huvudstaden Mexico City. Quilate Nuevo ligger 745 meter över havet och antalet invånare är 517.
Terrängen runt Quilate Nuevo är huvudsakligen kuperad, men söderut är den bergig. Runt Quilate Nuevo är det ganska tätbefolkat, med 129 invånare per kvadratkilometer. Närmaste större samhälle är Misantla, 15,0 km öster om Quilate Nuevo. Omgivningarna runt Quilate Nuevo är en mosaik av jordbruksmark och naturlig växtlighet.